# Leicester Square
51°30′37″N 0°7′49″V / 51.51028°N 0.13028°V
Leicester Square (udtales som Lester Square) er en plads i det centrale London. Den ligger vest for Charing Cross Road, nord for Trafalgar Square og øst for Piccadilly Circus. Den ligger på stedet som tidligere hed Leicester Fields, som var området foran jarlen af Leicesters herregård. Området blev udbygget i 1670'erne. 
Midt på pladsen ligger en lille park. I midten af den står en statue af William Shakespeare, omgivet af delfiner. Langs yderkanten af parken står det statuer af andre kendte personer: Sir Isaac Newton, sir Joshua Reynolds, sir John Hunter, William Hogarth og Charlie Chaplin. 
Leicester Square er Londons biografcentrum. De fleste britiske premierer bliver vist på en af de fire store biografer som ligger der. I tillæg ligger der flere mindre biografer lige ved pladsen. Der ligger flere natklubber der, og specielt Hippodrome har ofte premierefester. Derfor er det ikke ualmindelig at se store sammenstimlinger af mennesker med kameraer og autografblokke udenfor Hippodrome eller en af biograferne. 
Pladsen er også kendt for et billettudsalg, hvor man får købt billige billetter til Londons teatre. Det hed oprindelig The Official London Half-Price Theatre Ticket Booth, men har nu skiftet navn til tkts. Flere andre udsalg som også tilbyder billetter til teaterforestillinger og musicaler til halv pris er også dukket op der. 
På grund af den store mængder mennesker som altid er på pladsen, også ved nattetide, har der været mange problemer med kriminalitet her. Londons myndigheder, politi og en sammenslutning af erhvervsdrivende har sat en række tiltag i værk som har ført til en stor nedgang i kriminaliteten. Blandt tiltagene er forbud mod at drikke alkohol i parken, gratis adgang til de offentlige toiletter, flere politipatruljer og en praktisk talt permanent stationeret specialbygget politibil med kameraer i alle retninger. Bilen er finansieret af de erhvervsdrivende i et samarbejdsprojekt med politiet.